# Miroslav Radulović
Miroslav Radulović (Novo mesto, 6 settembre 1984) è un ex calciatore sloveno, di ruolo difensore.

## Carriera
Ha militato nelle file del Koper, prima di trasferirsi al Publikum Celje. È rimasto in squadra per un biennio, al termine del quale si è trasferito in Spagna al Moratalla, formazione all'epoca militante nella Segunda División B.
Nel 2010 si è trasferito ai norvegesi del Nybergsund-Trysil. Ha esordito nella 1. divisjon in data 5 aprile, schierato titolare nella vittoria casalinga per 2-1 contro il Mjøndalen. Ha totalizzato 22 presenze in campionato nel corso di quella stessa stagione.
Terminata l'esperienza in Norvegia, ha fatto ritorno in Slovenia per giocare nuovamente nel Celje. Nel 2012 si è trasferito al Krka, contribuendo al ritorno della squadra nella Prva Liga. Ha iniziato il campionato 2013-2014 in squadra, restandovi fino al gennaio 2014: complessivamente, ha totalizzato 85 presenze nella massima divisione slovena.
Nel 2015 si è trasferito agli austriaci del St. Michael/Bleiburg, mentre nell'estate successiva si è accordato con il St. Jakob im Rosental.

## Palmarès

### Club

#### Competizioni nazionali
- Coppa di Slovenia: 1

Koper: 2006-2007